# Copa Gambardella
A Copa Gambardella é uma competição de futebol realizada anualmente na França. Desde 1954-55 no calendário francês e principal campeonato de divisões de base do país, é disputada apenas por jogadores com idade de até 19 anos.

## Regulamento
A Copa é disputada inteiramente no formato mata-mata, com jogo único em todas as fases.

## Lista de finais e campeões
| Ano  | Campeão                | Placar         | Vicecampeão            |
| ---- | ---------------------- | -------------- | ---------------------- |
| 1955 | Cannes                 | 3–0            | Lille                  |
| 1956 | Troyes                 | 2–1            | Stade de Reims         |
| 1957 | Lens                   | 3–0            | Troyes                 |
| 1958 | Lens                   | 2–1            | Saint-Étienne          |
| 1959 | Racing Paris           | 1–0            | Caen                   |
| 1960 | Lille                  | 1–0            | Quevilly               |
| 1961 | Nîmes                  | 2–0            | Joinville              |
| 1962 | Monaco                 | 2–1            | Metz                   |
| 1963 | Saint-Étienne          | 3–0            | CASG Paris             |
| 1964 | Stade de Reims         | 4–3            | Saint-Étienne          |
| 1965 | Strasbourg             | 3–2            | Aix                    |
| 1966 | Nîmes                  | 3–2            | Sporting Toulon Var    |
| 1967 | Quevilly               | 2–1            | Stade Français         |
| 1968 | Martigues              | 2–2            | Stade de Reims         |
| 1969 | Nîmes                  | 3–0            | Viry-Châtillon         |
| 1970 | Saint-Étienne          | 3–3¹           | Lyon                   |
| 1971 | Lyon                   | 2–1            | Saint-Étienne          |
| 1972 | Monaco                 | 2–1            | US Toulouse            |
| 1973 | Rennes                 | 1–1¹           | AS Brest               |
| 1974 | Nantes                 | 4–1            | Nancy                  |
| 1975 | Nantes                 | 1–1¹           | Sochaux                |
| 1976 | Bordeaux               | 3–0            | Viry-Châtillon         |
| 1977 | Nîmes                  | 3–1            | Stade de Reims         |
| 1978 | INF Vichy              | 3–1            | Paris Saint-Germain    |
| 1979 | Olympique de Marseille | 2–0            | Lens                   |
| 1980 | INF Vichy              | 1–0            | Metz                   |
| 1981 | Metz                   | 1–0            | Nice                   |
| 1982 | Auxerre                | 6–3            | Nancy                  |
| 1983 | Sochaux                | 1–0            | Lens                   |
| 1984 | Stade Lavallois        | 0–0¹           | Montpellier            |
| 1985 | Auxerre                | 3–0            | Montpellier            |
| 1986 | Auxerre                | 0–0¹           | Nantes                 |
| 1987 | Paris                  | 2–1            | Grenoble               |
| 1988 | INF Clairefontaine     | 1–0            | Beauvais               |
| 1989 | Le Havre               | 0–0¹           | Paris Saint-Germain    |
| 1990 | Brest                  | 3–1            | Grenoble               |
| 1991 | Paris Saint-Germain    | 1–1¹           | Auxerre                |
| 1992 | Lens                   | 1–0            | Lyon                   |
| 1993 | Auxerre                | 1–0            | Lens                   |
| 1994 | Lyon                   | 5–0            | Caen                   |
| 1995 | Cannes                 | 2–0            | Lens                   |
| 1996 | Montpellier            | 1–0            | Nantes                 |
| 1997 | Lyon                   | 1–1¹           | Montpellier            |
| 1998 | Saint-Étienne          | 1–1¹           | Paris Saint-Germain    |
| 1999 | Auxerre                | 0–0¹           | Saint-Étienne          |
| 2000 | Auxerre                | 1–0            | Lille                  |
| 2001 | Metz                   | 2–0            | Caen                   |
| 2002 | Nantes                 | 1–0            | Nice                   |
| 2003 | Rennes                 | 4–1            | Strasbourg             |
| 2004 | Le Mans                | 2–0            | Nîmes                  |
| 2005 | Toulouse               | 6–2            | Lyon                   |
| 2006 | Strasbourg             | 3–1            | Lyon                   |
| 2007 | Sochaux                | 2–2 (5–4 d.p.) | Auxerre                |
| 2008 | Rennes                 | 3–0            | Bordeaux               |
| 2009 | Montpellier            | 2–0            | Nantes                 |
| 2010 | Metz                   | 1–1 (4–3 d.p.) | Sochaux                |
| 2011 | Monaco                 | 1–1 (4–3 d.p.) | Saint-Étienne          |
| 2012 | Nice                   | 2–1            | Saint-Étienne          |
| 2013 | Bordeaux               | 1–0            | Sedan                  |
| 2014 | Auxerre                | 2–0            | Stade de Reims         |
| 2015 | Sochaux                | 2–0            | Lyon                   |
| 2016 | Monaco                 | 3–0            | Lens                   |
| 2017 | Montpellier            | 1–1 (5–4 d.p.) | Olympique de Marseille |
| 2018 | Troyes                 | 2–1            | Tours                  |
| 2019 | Saint-Étienne          | 2–0            | Toulouse               |
| 2020 | Cancelado              | –              | –                      |
| 2021 | Cancelado              | –              | –                      |
| 2022 | Lyon                   | 1–1 (5–4 d.p.) | Caen                   |
| 2023 | Monaco                 | 4–2            | Clermont               |
| 2024 | Olympique de Marseille | 4–1            | Nancy                  |
| 2025 | Rennais                | 3–2            | Dijon                  |

¹Finais decididas em disputa de pênaltis devido ao empate no tempo normal. Resultados desconhecidos.

## Títulos por equipe
|    | Clube                  | Títulos | Último título | Vices |
| -- | ---------------------- | ------- | ------------- | ----- |
| 1  | AJ Auxerre             | 7       | 2014          | 2     |
| 2  | AS Monaco              | 5       | 2023          | 0     |
| 3  | AS Saint-Étienne       | 4       | 2019          | 6     |
| 4  | Olympique Lyonnais     | 4       | 2022          | 5     |
| 5  | Nîmes Olympique        | 4       | 1977          | 1     |
| 6  | Stade Rennais          | 4       | 2025          | 0     |
| 7  | RC Lens                | 3       | 1992          | 5     |
| 8  | FC Nantes              | 3       | 2002          | 3     |
| 9  | Montpellier HSC        | 3       | 2017          | 3     |
| 10 | FC Metz                | 3       | 2010          | 2     |
| 11 | FC Sochaux             | 3       | 2015          | 2     |
| 12 | Olympique de Marseille | 2       | 2024          | 1     |
| 13 | ES Troyes AC           | 2       | 2018          | 1     |
| 14 | RC Strasbourg          | 2       | 2006          | 1     |
| 15 | Girondins de Bordeaux  | 2       | 2013          | 1     |
| 16 | INF Vichy              | 2       | 1980          | 0     |
| 17 | RC Paris               | 2       | 1987          | 0     |
| 18 | AS Cannes              | 2       | 1995          | 0     |
| 19 | Stade de Reims         | 1       | 1964          | 3     |
| 20 | Paris Saint-Germain    | 1       | 1991          | 3     |
| 21 | Lille OSC              | 1       | 1960          | 2     |
| 22 | OGC Nice               | 1       | 2012          | 2     |
| 23 | Toulouse FC            | 1       | 2005          | 2     |
| 24 | US Quevilly            | 1       | 1967          | 1     |
| 25 | FC Martigues           | 1       | 1968          | 0     |
| 26 | Stade Lavallois        | 1       | 1984          | 0     |
| 27 | INF Clairefontaine     | 1       | 1988          | 0     |
| 28 | Le Havre AC            | 1       | 1989          | 0     |
| 29 | Stade Brestois         | 1       | 1990          | 0     |
| 30 | Le Mans UC             | 1       | 2004          | 0     |
| 31 | SM Caen                | 0       |               | 3     |
| 32 | Stade Français         | 0       |               | 2     |
| 33 | ES Viry-Châtillon      | 0       |               | 2     |
| 34 | AS Nancy-Lorraine      | 0       |               | 2     |
| 35 | Grenoble Foot          | 0       |               | 2     |
| 36 | CO Joinville           | 0       |               | 1     |
| 37 | CASG Paris             | 0       |               | 1     |
| 38 | AS Aix                 | 0       |               | 1     |
| 39 | Sporting Toulon Var    | 0       |               | 1     |
| 40 | AS Brest               | 0       |               | 1     |
| 41 | AS Beauvais            | 0       |               | 1     |
| 42 | Sedan                  | 0       |               | 1     |
| 43 | Tours                  | 0       |               | 1     |
| 44 | Clermont               | 0       |               | 1     |
| 45 | Dijon                  | 0       |               | 1     |